# Megachile cupreohirta
Megachile cupreohirta är en biart som beskrevs av Cockerell 1933. Megachile cupreohirta ingår i släktet tapetserarbin, och familjen buksamlarbin. Inga underarter finns listade i Catalogue of Life.